# 국제 원자력 기구
국제원자력기구(國際原子力機構, 영어: International Atomic Energy Agency, IAEA)는 원자력을 군사적인 목적으로 이용하는 것을 막고 평화적인 목적의 이용을 장려하기 위해 1957년 7월 29일에 설립된 국제 연합 산하 독립기구이다. 본부는 오스트리아 빈에 있다.

## 개요
1953년 드와이트 D. 아이젠하워 미국 대통령의 유엔 총회 연설 “평화를 위한 원자력”(Atoms for Peace)를 계기로 1957년에 유엔 본부의 국제회의에서 채택되어 설립되었다. 이후 1956년 10월에 82개국이 참석한 UN 총회에서 설립 헌장이 승인됐다. 헌장에 기록된 IAEA 주요 활동은 원자력 검증과 안보, 안전, 기술이전 등이었다. 1957년 2월부터 IAEA 준비위원회가 활동을 시작, 같은 해 7월 29일 헌장이 발효되면서 IAEA가 유엔의 독립 전문기구로 창설됐다.
대한민국은 1956년 창설 회원국으로 가입하였고, 북한은 1974년에 가입했다가, 1993년 2월 IAEA가 특별핵사찰을 요구한 데 대해 1993년에 NPT(핵확산금지조약) 탈퇴를 선언하고, 1994년 6월에 IAEA 탈퇴를 선언했다. 같은 해 10월 북한과 미국 사이에 제네바 합의로 복귀를 선언했다. 그러다가 고농축우라늄 프로그램 문제가 불거져 제네바 합의가 파기되면서, 2003년 다시 NPT 탈퇴를 선언했다. 북한은 IAEA 및 NPT 탈퇴를 선언한 첫 번째이자 유일한 국가이다. 2023년 9월 기준, 178개국이 가입되어 있다.
국제원자력기구는 다른 국제연합기구와는 달리 자체의 헌장과 이사회를 갖는 자치기구이다. 국제연합의 다른 전문기구가 국제연합 헌장에 의거, 경제사회이사회만을 통하여 국제연합과 1개의 제휴협정을 체결하고 있는 반면, 국제원자력기구는 국제연합 총회와 안전보장이사회(UN Security Council) 및 경제사회이사회(Economic and Social Council)와 중복의 관계를 맺고 있기 때문에 형식상으로 국제연합의 전문기구는 아니다.
국제원자력기구는
1. 전 세계에 원자력의 평화적 이용을 위한 연구개발 실용화를 장려하고 이에 필요한 물자, 서비스 설비를 제공하고,
2. 과학적 기술적인 정보 교환을 촉진하며,
3. 핵분열 물질이 군사적으로 사용되지 않도록 보장조치를 강구한다.

와 같은 목표를 지향한다.
1970년에 발효된 NPT(핵확산금지조약)에 기초하여 핵무기 비보유국은 IAEA와 평화적 핵이용활동을 위한 안전협정(safeguards agreement)을 체결해야 하며, IAEA는 핵무기 비보유국이 핵연료를 군사적으로 전용하는 것을 방지하기 위해, 핵무기 비보유국의 핵물질 관리실태를 점검하고 현지에서 직접 사찰할 수 있다.

## 역사
2005년 무함마드 엘바라데이 사무총장과 함께 노벨 평화상을 받았다.2021년 9월 27일 한국이 사상 최초로 국제원자력기구(IAEA) 이사회 의장국으로 선출됐다.
한국이 IAEA 의장직을 맡은 것은 지난 1957년 IAEA 창설 회원국으로 가입한 이후 처음이며, 임기는 2021년 9월부터 2022년 9월까지 총 1년이다. 이는 가입 64년 만에 처음으로 의장국 지위를 갖게 되는 것이다.
2023년 7월 4일, 후쿠시마 원전 오염수 방류에 대한 최종 보고서를 일본 정부에 제출할 예정이다.

## IAEA 헌장
1956년 10월 국제 연합 총회에 의해 승인, 수정되어 1957년 7월부터 발효된 헌장이다.
제2조 “세계의 평화, 건강 및 번영에 원자력 에너지의 기여가 촉진 및 확산되도록 노력한다. IAEA는 IAEA가 제공한, 국가가 IAEA에 요구한, IAEA의 감독 하에, 그리고 통제 하에 제공된 원조가 더 이상 군사적 목적에 이용되지 않도록 보장해야 한다.”
제3조 A.5항에 의해, IAEA가 지원한, 지원하도록 요구받은, 혹은 감독/통제 하에서 지원되는 특수 핵분열가능 물질 및 기타물질, 서비스, 장비, 시설 그리고 정보가 더 이상 군사적 목적으로 이용되지 않고 있다는 사실을 보장하기 위하여 설계된 안전조치 시스템을 구축하여 운영할 권리를 가지고 있고, 또한 회원국의 요구에 따라, 양자간 또는 다자간 약정에 따라, 혹은 국가의 요구에 따라, 원자력 에너지 분야에서 국가 활동에 안전조치를 적용할 권리를 가진다.
제7.A조와 제7.B조에 따라 안전조치의 적용과, 해당 국가 또는 관련 국가에 대한 IAEA 사찰에 관련한 책임과 권리를 가지며, 제7.C조에서 안전조치 협정의 미 준수시, IAEA가 취할 조치에 대해 언급되어 있다.

## 조직
주요 조직으로는 총회, 이사회, 사무국이 있다.
총회는 모든 회원국 대표로 구성되며, 이사국 선출, 회원국으로서의 특권 및 권리 정지, 신규 회원국 가입 승인과 예산 승인, 국제연합에 제출한 보고서 승인, 국제원자력기구와 국제연합 간 또는 기타 기구와의 협정 승인, 헌장 개정, 사무총장의 임명 등의 역할을 수행한다.
이사회는 35개국의 이사국으로 구성되며, 국제원자력기구의 임무를 수행하는 권한을 갖는 의사 결정체로서 국제원자력기구 직무 수행과 정책 결정의 전권을 보유하고 있다. 이사국 선정은 전임위원회가 원자력 관련 기술의 진보에 따라 13개국을 지정(이사회 지정 이사국 또는 지정 이사국이라는)하며, 기타 22개국을 지역적인 구성을 고려하여 총회가 선출한다.
사무국은 총회의 승인을 얻어 이사회가 임명한 사무총장 아래에 다음과 같은 6개의 부서가 있다. 주요 정책과 예산은 이사회와 총회를 거쳐 수립된다. 사무총장은 1981년부터 1997년까지 한스 블릭스 사무총장이 그 이후에는 무함마드 엘바라데이, 2009년 12월부터는 아마노 유키야가 취임했다. 임기는 4년이다. 사무 총장 아래에 각 국장은 사무 차장을 거느린다.
- 관리국(Department of Management)
- 기술협력국(Department of Technical Cooperation)
- 원자력 에너지국(Department of Nuclear Energy)
- 원자력 안전보안국(Department of Nuclear Safety and Security)
- 원자력 과학응용국 (Department of Nuclear Science and Applications)
- 안전보장국(Department of Safeguards)

## 국가

### 지정이사국
- 남아프리카 공화국,  독일,  러시아

 미국,  스페인, 아르헨티나, 영국, 인도, 일본, 중화인민공화국, 캐나다, 프랑스, 호주

### 회원국(총 178개 국가)
- 1957년: 그리스, 과테말라, 남아프리카 공화국, 노르웨이, 뉴질랜드, 네덜란드, 대한민국, 도미니카 공화국, 독일, 덴마크, 러시아, 루마니아, 모나코, 모로코, 미국, 미얀마, 바티칸 시국, 불가리아, 브라질, 베네수엘라, 베트남, 벨라루스, 스리랑카, 스위스, 스웨덴, 스페인, 아르헨티나, 아이슬란드, 아이티, 아프가니스탄, 알바니아, 영국, 오스트리아, 우크라이나, 유고슬라비아, 이스라엘, 이집트, 이탈리아, 인도, 인도네시아, 일본, 에티오피아, 엘살바도르, 캐나다, 쿠바, 태국, 터키, 튀니지, 파키스탄, 파라과이, 폴란드, 포르투갈, 프랑스, 페루, 헝가리, 호주

IAEA 회원국

- 1958년: 룩셈부르크, 멕시코, 벨기에, 수단, 에콰도르, 이란, 핀란드, 필리핀
- 1959년: 이라크
- 1960년: 가나, 세네갈, 칠레, 콜롬비아
- 1961년: 레바논, 말리, 콩고 민주 공화국
- 1962년: 라이베리아, 사우디아라비아
- 1963년: 리비아, 볼리비아, 시리아, 알제리, 우루과이, 코트디부아르
- 1964년: 가봉, 나이지리아, 카메룬, 쿠웨이트
- 1965년: 마다가스카르, 자메이카, 케냐, 코스타리카, 키프로스
- 1966년: 요르단, 파나마
- 1967년: 시에라리온, 싱가포르, 우간다
- 1968년: 리히텐슈타인
- 1969년: 니제르, 말레이시아, 잠비아
- 1970년: 아일랜드
- 1972년: 방글라데시
- 1973년: 몽골
- 1974년: 모리셔스
- 1976년: 카타르, 아랍에미리트, 탄자니아
- 1977년: 니카라과
- 1983년: 나미비아
- 1984년: 중화인민공화국
- 1986년: 짐바브웨
- 1992년: 에스토니아, 슬로베니아
- 1993년: 리투아니아, 슬로바키아, 아르메니아, 체코, 크로아티아
- 1994년: 마샬 군도, 마케도니아, 우즈베키스탄, 예멘, 카자흐스탄
- 1995년: 보스니아 헤르체고비나
- 1996년: 조지아
- 1997년: 라트비아, 몰타, 몰도바
- 1998년: 부르키나파소
- 1999년: 베냉, 앙골라
- 2000년: 타지키스탄
- 2001년: 세르비아, 아제르바이잔, 중앙 아프리카 공화국
- 2002년: 보츠와나, 에리트레아
- 2003년: 온두라스, 세이셸, 키르기스스탄
- 2004년: 모리타니
- 2005년: 차드
- 2006년: 말라위, 모잠비크, 몬테네그로, 벨리즈
- 2007년: 팔라우
- 2008년: 네팔
- 2009년: 레소토, 바레인, 부룬디, 오만, 캄보디아, 콩고 공화국
- 2011년: 라오스
- 2012년: 도미니카 연방, 르완다, 토고, 트리니다드 토바고, 파푸아뉴기니, 피지
- 2013년: 산마리노, 에스와티니
- 2014년: 바하마, 브루나이
- 2015년: 가이아나, 바누아투, 바베이도스, 앤티가 바부다, 지부티
- 2016년: 투르크메니스탄
- 2017년: 세인트빈센트 그레나딘
- 2018년: 그레나다
- 2019년: 세인트루시아
- 2020년: 코모로,
- 2021년: 사모아
- 2022년: 세인트키츠 네비스, 통가
- 2023년: 감비아, 카보베르데, 기니

### 비회원국
| - 안도라 - 부탄 - 쿡 제도 - 적도 기니 - 기니비사우 - 키리바시 | - 몰디브 - 미크로네시아 연방 - 나우루 - 니우에 - 조선민주주의인민공화국 - 상투메 프린시페 | - 솔로몬제도 - 소말리아 - 수리남 - 동티모르 - 투발루 - 바누아투 | - 남수단 |

## 역대 사무총장
| 대 | 국적       | 이름                | 임기        |
| -- | ---------- | ------------------- | ----------- |
| 1  | 미국       | 스털링 폰           | 1957 - 1961 |
| 2  | 스웨덴     | 시그바르드 에클룬드 | 1961 - 1981 |
| 3  | 스웨덴     | 한스 브릭스         | 1981 - 1997 |
| 4  | 이집트     | 무함마드 엘바라데이 | 1997 - 2009 |
| 5  | 일본       | 아마노 유키야       | 2009 - 2019 |
| 6  | 아르헨티나 | 라파엘 그로시       | 2019 - 현재 |

## 같이 보기
- 핵 확산 금지 조약
- 후쿠시마 원전 오염수 방류